# Lintel (Rheda-Wiedenbrück)
Lintel ist ein Stadtteil im ostwestfälischen Rheda-Wiedenbrück im Kreis Gütersloh. Lintel erstreckt sich über eine Fläche von 2175,4174 ha und hat rund 1500 Einwohner (Stand: 1. Januar 2022). Durch das Gebiet fließen die Ems und deren rechte Nebenflüsse Wapelbach, Ölbach, Rotenbach und Großer Bastergraben.

## Geschichte
Die Bauerschaft Lintel gehörte bis zu den Napoleonischen Kriegen zum Amt Reckenberg des Fürstbistums Osnabrück und kam 1816 zum neuen Kreis Wiedenbrück, wo sie zur Gemeinde Avenwedde im Amt Reckenberg gehörte. Am 10. Dezember 1888 wurde Lintel aus der Gemeinde Avenwedde ausgegliedert und bildete eine eigene Gemeinde.
Im Rahmen der nordrhein-westfälischen Gebietsreform wurde Lintel am 1. Januar 1970 mit dem „Gesetz zur Neugliederung des Kreises Wiedenbrück und von Teilen des Kreises Bielefeld“ vom 4. Dezember 1969 in die Stadt Rheda-Wiedenbrück eingemeindet. Zuvor gehörte Lintel zum Amt Reckenberg im Kreis Wiedenbrück.

## Verkehr
Lintel ist verkehrstechnisch sehr gut an das deutsche Fernstraßennetz angebunden. Die Bundesautobahn 2 Hannover-Dortmund durchzieht das Dorf von West nach Ost, auch die Autobahnabfahrt 23 "Rheda-Wiedenbrück – Lippstadt – Rietberg – Münster" liegt auf Linteler Boden. Nördlich der Autobahn verläuft die Bundesstraße 61 Bielefeld-Wiedenbrück von Westen nach Nordosten, südlich der Autobahn die Bundesstraße 64 Münster-Paderborn von Nordwesten nach Südosten. Die Umgehungsstraße Rheda-Wiedenbrück verläuft am westlichen Rand des Dorfgebiets von Südwesten nach Nordwesten, die Abfahrten B64/Paderborn/Lintel, B61/Wiedenbrück/Bielefeld und Gütersloher Straße/Rheda/Gütersloh liegen dabei allesamt auf oder nahe Linteler Erde. Aufgrund der abkürzenden Wirkung von Kapellenstraße/Brockstraße für Pendler zwischen Gütersloh und Rietberg/Paderborn bilden sich oft lange Autoschlangen im Dorf zu den Hauptverkehrszeiten.
Im äußersten Norden Lintels liegt die Bahnstrecke Köln/Ruhrgebiet-Hamm-Bielefeld-Hannover, die zu den meistgenutzten in Deutschland gehört. Hier verfügt Lintel zwar über keinen eigenen Bahnhof, hat aber über die nahegelegenen Bahnhöfe Rheda-Wiedenbrück (Regionalbahnen) und Gütersloh (ICE-, IC- und Regionalbahnen) Anschluss an den Nah- und Fernverkehr.
Die Bahnstrecke Wiedenbrück–Rietberg verlief ebenfalls über Linteler Gebiet, ist aber inzwischen stillgelegt. Auf ihr wurde ein Radweg ausgewiesen.

## Naturschutzgebiet
Auf dem Gebiet von Lintel liegt das Naturschutzgebiet Am Merschgraben.